# Навля (Брянская область)
На́вля — рабочий посёлок, административный центр Навлинского района Брянской области России.

## География
Расположен на реке Навле, притоке Десны. Узловая железнодорожная станция, в 53 км к югу от Брянска.

## История
Основан в 1904 году в связи со строительством Московско-Киевско-Воронежской железной дороги. Ранее являлся посёлком городского типа с 1938 года.
В годы немецкой оккупации, с ноября 1941 года по сентябрь 1943 года, Навля находилась в составе Локотского округа (Локотское самоуправление). В лесах под Навлей действовали партизанские отряды, а в самом посёлке — комсомольское подполье.

## Население
| 1926    | 1939    | 1950    | 1959    | 1970    | 1979    | 1989    | 2002    |
| ------- | ------- | ------- | ------- | ------- | ------- | ------- | ------- |
| 1000    | ↗5207   | ↗5300   | ↗6933   | ↗10 522 | ↗11 920 | ↗13 709 | ↗14 014 |
| 2009    | 2010    | 2012    | 2013    | 2014    | 2015    | 2016    | 2017    |
| ↗14 186 | ↗14 361 | ↗14 499 | ↗14 630 | ↗14 847 | ↘14 840 | ↘14 709 | ↘14 589 |
| 2018    | 2019    | 2020    | 2021    |         |         |         |         |
| ↘14 403 | ↘14 301 | ↘14 210 | ↗15 536 |         |         |         |         |

Крупнейший посёлок Брянской области.

## Экономика
В посёлке действуют авторемонтный завод, автоагрегатный завод (производство карданных валов), завод «Промсвязь» (производство машин и механизмов для строительства кабельных линий связи), пищекомбинат, ведётся производство асфальта и заготовка древесины.

## Достопримечательности
В Навле есть музей партизанской славы, сквер партизан-подпольщиков, памятник «Стена памяти» участников партизанских отрядов с бюстом командира одного из них, Петра Деревянко, а также памятник солдатам 10-й отдельной танковой бригады Брянского фронта (установленный на постаменте тяжелый танк ИС-2). Помимо этого, в посёлке находятся памятник Ленину, стела в честь освобождения посёлка, памятник и захоронение защитников и мирных жителей Навли на привокзальной площади. В парке культуры и отдыха им. Князева расположен памятник защитникам посёлка, в сквере им. Деревянко — памятник ликвидаторам аварии на ЧАЭС.

## Известные люди
- Громыко, Василий Викторович (1932—2017) — советский борец классического стиля и тренер, заслуженный тренер СССР.
- Коптев, Александр Викторович — российский учёный-историк, родился в Навле в 1955 году.
- Стёпин, Вячеслав Семёнович — советский и российский философ и организатор науки, родился в Навле в 1934 году. Доктор философских наук, профессор, академик РАН.

## Интересные факты
В Навле частично снимали телесериал «Лесник».